# 蒸氣壓縮製冷

冷凍循環的壓力-體積圖

蒸氣壓縮製冷（Vapour-compression refrigeration）或蒸氣壓縮製冷系統（vapor-compression refrigeration system，簡稱VCRS）是常見的熱泵及冷凍循環，其中會讓制冷剂進行相變，是大樓以及車輛中最常使用的空氣調節方式、儲藏冷凍冷藏肉品或食物的大型倉庫、冷凍卡車或火車，或是其他商業或是工業的用途。煉油廠、石化廠、化學工廠以及天然氣處理廠也是常會使用大型蒸氣壓縮製冷系統的工廠。級聯製冷系統可能會用到二個壓縮機。
製冷可以定義為在一密閉空間內，利用將空間中的熱轉移到外部的方式來降溫的技術。可以進行此功能的設備包括有空氣調節、冰箱、空氣源熱泵、地源熱泵系統或冰水主機（熱泵和冷凍循環）。

## 原理

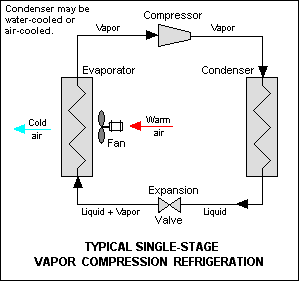
圖1：蒸氣壓縮製冷系統

蒸氣壓縮製冷系統會用在系統內循環的制冷剂作為工作介質，將熱從要冷卻的區域中移出，將熱排放到其他地方。圖1是典型的單極蒸氣壓縮製冷系統。這類系統有四個元件：压缩机、冷凝器、熱膨脹閥（或節流閥）以及蒸發器。進入壓縮機的制冷剂會處在飽和蒸氣的熱力學狀態，會被壓縮到較高的壓強，因此其溫度也會提高。壓縮的熱蒸氣在熱力學上稱為過熱蒸氣，其壓強較大，溫度較高，但若周圍有冷空氣或是冷卻水，過熱蒸氣會因此而凝結。
接著過熱蒸氣的制冷剂會經過冷凝器，此時制冷剂的熱會排出，冷凝器會冷卻熱蒸氣，並且使其完全凝結。排出的熱可能會用水或是空氣帶走。
凝結的液態制冷剂在熱力學上是在飽和液體的狀態，在通過膨脹閥後，其壓強會突然的降低，使得液態制冷剂中的一部份被絕熱闪蒸。絕熱闪蒸的自冷卻效果使制冷剂的溫度降低，且低於要冷卻的區域的溫度。
低溫的液氣態共存制冷剂會經過蒸发器中的coil或tube，有風扇在待冷卻密閉空間中使熱空氣循環，而其中的coil或tube中有低溫的制冷剂。暖空氣會使制冷剂中液態的部份蒸发，同時，密閉空間中的空氣溫度也會降低，因此密閉空間的溫度會降低到想要的溫度。循環的制冷剂會在蒸发器中吸收密閉空間的熱，並將熱在冷凝器中排出，傳遞給冷卻中的水或是空氣。
為了完成熱泵及冷凍循環，蒸发器中的氣態制冷剂是飽和蒸氣的型式，會回到壓縮機中。時間一長，蒸发器可能會因為空氣中的湿度而產生水或是冷。若有自動除霜功能，可以將冰熔化。冰熔化後產生的水會滴到排水盤中，可能靠重力或是泵帶離製冷系統。

### 制冷剂
制冷剂的選擇對於制冷系統的性能有關鍵性的影響，在針對特定任務設計或選擇某理想製程時，制冷剂也是其中的重點。最常用的制冷剂是卤代烷烃，Freon（氟利昂）是一系列由杜邦股份及其他公司生產的卤代烷烃制冷剂的註冊商標。這些制冷剂的優點是穩定性及安全性較好，在室溫，大氣壓力下不會燃燒，也不會以往使用的冷媒（例如二氧化硫）有明顯的毒性。有其他石化產業產生的碳氫化合物，冷卻性能和卤代烷烃類似，甚至更好。而卤代烷烃的價格比碳氫化合物要貴。
含氯或含氟的制冷剂會擴散到大氣層的最上方。在平流层中的氯氟烃（CFC）或氫氯氟烃會因為紫外线輻射而分解，釋放出游離氯的自由基。游離氯的自由基會在臭氧分解的連鎖反應中扮演催化劑。臭氧层可以保護地球，避免強烈的紫外線輻射。臭氧分解連鎖反應會造成臭氧层的嚴重破壞，也使得皮膚癌的比例增加。游離氯的自由基會一直扮演催化劑，直到和其他的粒子結合，形成穩定化合物為止。CFC制冷剂會很常見，包括R-11（一氟三氯甲烷）和R-12（二氟二氯甲烷），而其使用量已在減少。
較新型的制冷剂造成臭氧层空洞的影響會比較小，這類制冷剂包括有氫氯氟烃（HCFC，例如R-22，二氟一氯甲烷，常用在家庭中）及氢氟烃（HFC，例如R-134a，1,1,1,2-四氟乙烷） ，這類制冷剂己取代大部份氯氟烃的使用。而氫氯氟烃也因為蒙特利尔议定书而被禁用，改成不含氯的氢氟烃。有一些HFC目前仍在使用，例如R-410A（是其他氢氟烃的混合物，例如R-32 二氟甲烷和R-125 五氟乙烷）是設計來直接更換設備中的R-22（二氟一氯甲烷），以及{{le|R-404A|R-404A}（R-125 五氟乙烷、R-134a 1,1,1,2-四氟乙烷和R-143a　1,1,1-三氟乙烷的混合物），是設計來取代制冷剂R-502和R-22（二氟一氯甲烷）。不過氯氟烃、氫氯氟烃和氢氟烃的全球暖化潛勢（GWP）都很大，會加速全球暖化效應。
目前已在研究更多良性的制冷剂，例如R-744，也就是二氧化碳的超臨界流體，相較於現有的CFC和HFC化合物，有類似的效果，而全球暖化潛勢要低很多。一般工業界和管理機構都在推動使用全球暖化潛勢較小的制冷剂。在工業上會使用氨，以及像乙烯、丙烷、异丁烷和其他烃類（也會有各自的R-x編號），會依所需的溫度和壓強而不同。不過這些氣體是可燃、有爆炸性，或是有毒的，因此其使用受限（需要在良好控制的環境，由通過認證的人員使用，或是只能非常少量的使用）。氫氟烯烴是其中部份碳鏈是雙鍵的氫氟烴，有可能可以將GWP降低到沒有威脅的程度。與此同時，會將許多現有的制冷剂混合，以在合理的成本，達到所需的特性以及效率，並且讓GWP比較低。

## 熱力學分析
蒸氣壓縮循環的热力学特性可以用圖2的溫熵圖來分析。在圖中的點1，飽和蒸氣的制冷剂進入压缩机，從點1到點2，蒸氣進行等熵壓縮（在熵不變的條件下進行壓縮），離開压缩机時是過熱蒸氣。過熱熱量（superheat）就是所加給蒸氣，使其超過沸點的熱量。
從點2到點3，蒸氣會經過部份的冷凝器，透過冷凝器的冷卻，會移除其中的過熱熱量。在點3和點4之間，蒸氣會經過剩下的的冷凝器，凝結為飽和液體。凝結過程中，基本上是在等壓條件下進行。
在點4到點5之間，飽和液體制冷剂會經過膨脹閥，其壓強會突然降低，會形成絕熱的閃蒸，自冷卻其中的液體制冷剂（一般而言，閃蒸的制冷剂不到一半）。絕熱閃蒸是等焓過程，其中的焓維持定值。
在點5到點1之間，較冷且部份氣化的制冷剂會經過蒸發器的coil或tube，會因為要冷卻空間中較熱的空氣而將制冷剂完全氣化，而其中也會有風扇使要冷卻空間中的空氣循環。蒸發器是在定壓下運作，會將所有的制冷剂氣化，而且溫度會比沸點再增加4–8开尔文，確保液態制冷剂完全氣化。這是為了壓縮機的安全性考量，因為壓縮機無法壓縮液體。
制冷剂會蒸氣會進入压缩机的入口，也就是點1，完成一個冷凍循環。
上述的討論是以理想的蒸氣壓縮製冷循環來討論，不考慮真實世界的物理特性，例如因為摩擦力造成的系統壓強損耗、制冷剂蒸氣壓縮時的輕微內部不可逆特性、以及可能會有的非理想氣體特性。

## 壓縮機種類
製冷系統中最常見的壓縮機是往復式壓縮機和渦卷式壓縮機，大型的冰水機以及工業系統會使用螺桿式壓縮機或離心式壓縮機。會依尺寸、噪音要求、效率以及壓力的考量而選擇使用的壓縮機。壓縮系統會依壓縮機或馬達和製冷劑之間的關係，分為開放式、密封式（hermetic）或半密封式。可以依壓縮機／馬達的變化，分為以下幾種組態：
- 密封式馬達，密封式壓縮機
- 密封式馬達，半密封式壓縮機
- 開放式馬達（皮帶驅動或緊耦合），密封式壓縮機
- 開放式馬達（皮帶驅動或緊耦合），半密封式壓縮機

一般而言，密封式壓縮機的壓縮機和馬達會整合一起，在製冷系統中運作，大部份的半密封式壓縮機也是如此（有時會稱accessible hermetic compressors）。密封式馬達會設計成配合冷媒運作，也會用其壓縮的冷媒來冷卻。密封式馬達有一個明顯的缺點，馬達不能在原本位置進行維修，若馬達損壞，需要將壓縮機拆除。另一個缺點是若馬達繞組燒毀，會污染冷卻系統，需要將冷卻系統中的冷媒泵出，更換新的冷媒。
開放式壓縮機的馬達會在製冷系統以外，透過輸入軸驅動壓縮機，輸入軸上還會有軸封。開放式壓縮機的馬達一般是空氣冷卻，要更換或是保養時也比較簡便。其缺點是若軸封損壞，就會導致冷媒的外洩。
開放式壓縮機的馬達用空氣冷卻，在設計上比較簡單，也比較可靠，特別是有些高壓的應用，被壓縮氣體的溫度可能相當高，以往只能使用開放式壓縮機。現在高壓的應用，若配合密封式壓縮機，可以用液體注入的方式另外冷卻，以克服此一問題。

### 往復式壓縮機
往復式壓縮機是活塞型，排量式（positive displacement）壓縮機。

### 螺桿式壓縮機
螺桿式壓縮機也是排量式（positive displacement）壓縮機。用兩個反方向旋轉，互相嚙合的螺桿，捕獲製冷劑蒸汽，在旋轉時縮小製冷劑的體積
小型的螺桿式壓縮機有背部泄漏（back-leakage）的問題，無法實用，大型的螺桿式壓縮機效率很高，而且也有高冷媒流量。

### 離心式壓縮機
離心式壓縮機是氣體動力式壓縮機（dynamic compressors）。這種壓縮機透過旋轉葉輪將速度或動態傳遞給冷媒，轉換為壓力能，以提高冷媒的壓強。

#### 離心式壓縮機的喘振
有離心式壓縮機的冰水主機會有型能曲線圖（Centrifugal Compressor Map），其中會標示喘振線（surge line）和阻塞線（choke line）。在不同運作條件下，相同功率額定的離心式壓縮機，大直徑低速的壓縮機，其型能曲線圖會比小直徑高速，但較便宜的壓縮機要寬，前者也比較不會有喘振（Surge）的情形。小直徑高速的曲線較平。
隨著冷媒流速的降低，有些壓縮機會調整變葉輪和蝸殼之間的間隙，維持適當的速度，以避免喘振

### 渦卷式壓縮機
渦卷式壓縮機也是排量式（positive displacement）壓縮機。有一個靜止的渦卷，另外一個旋轉的渦卷會轉動，在轉動過程中，會讓渦卷之間的間隙漸漸變小，因此壓縮其中的冷媒，使壓強增大。在冷媒離開壓縮機時，已是完全加壓的狀態。

### 其他

薄膜式泵
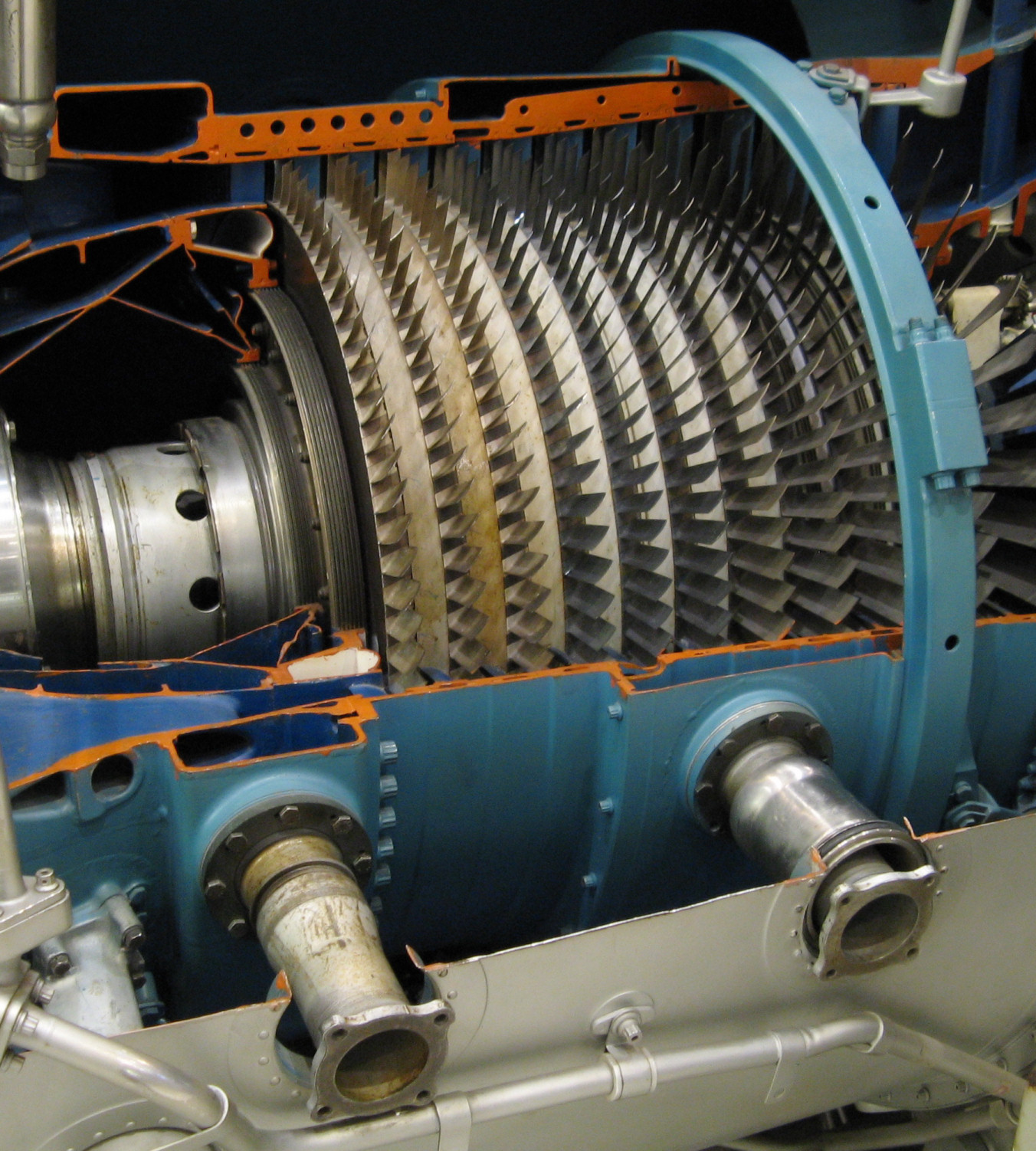
喷气发动机上的軸流式壓縮機
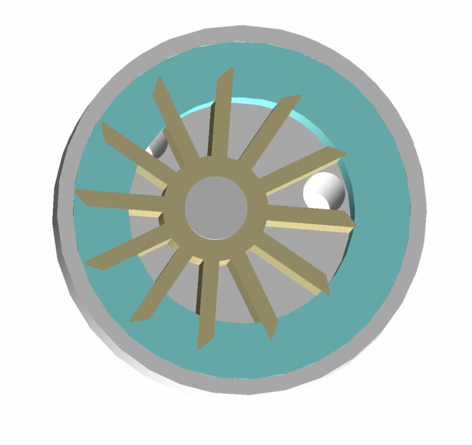
液環
羅茨鼓風機

## 壓縮機的潤滑
為了要潤滑壓縮機中的可動件，會在安裝或調試時加入潤滑油。會依壓縮機的種類不同，使用礦物油或是合成油進行潤滑，而且需選用不和冷媒和系統中其他元件反應的潤滑油。在小型的製冷系中，可以讓油在整個系統中循環，不過在設計管路和元件時需使油可以因為重力而流回壓縮機。若是較大且較分散的系統（特別是零售冷藏系統)，潤滑油在離開壓縮機後會被油分離器（oil separator）所分離出來，透過油量高度管理系統重送回壓縮機。油分離器無法完全分離潤滑油，因此仍需設計系統，使油可以因為重力流回油分離器或壓縮機。
一些較新的壓縮機技術會使用不需要潤滑的磁軸承或空气轴承，例如Danfoss的Turbocor離心型壓縮機。這種設計不用潤滑油以及相關的一些配件和設計考量，因此簡化了製冷系統的設計，也增加了蒸發器和凝結器的熱傳係數，避免冷媒被潤滑油污染，也減少保養的需求。

## 控制
在簡單的商用製冷系統中，會用壓力開關控制壓縮機，其膨脹會用毛細管（capillary tube）或熱膨脹閥。若是更複雜（例如有多個壓縮機的系統），一般會用電子方式進行控制，有可調整的設定點來調整壓縮機切入或是切離的壓強，也會用電子膨脹閥來控制溫度。
除了運行的控制外，也會有個別的高壓和低壓開關來保養護壓縮機以及其他元件，避免系統運行偏離安全範圍。
在使用浮動壓差（floating head pressure）以及proactive suction pressure的先進電子控制系統中，有控制程序來依不同的製冷需求及降低能耗的考量來調整壓縮機。

## 其他特點以及相關設備
圖1單級製冷系統的示意圖沒有包括大型商用或是工業用製冷系統會有的元件，例如：
- 水平或是垂直的压力容器，會裝在製冷系統內部，配合除液器（英语：demister (vapor)）一起安裝，會裝在蒸發器和壓縮機入口之間，捕捉冷媒蒸氣中殘留的液體，因為液體會破壞壓縮機。這類汽液分離器（英语：vapor-liquid separator）常稱為是回氣管集液器（suction line accumulators），在其他的工業製程中，會稱為壓縮機吸液鼓（compressor suction drums）或祛液器（knockout pots）。
- 大型的商用或是工業製冷系統可能會有多個膨脹閥和多個蒸發器，以在不同的空間或是房間中進行製冷。這類系統中，凝結的液態冷媒會送到壓力容器（稱為貯液器），貯液器中的液態冷媒會再透過管路送到各膨脹閥和蒸發器中。
- 乾燥過濾器（Filter Dryers）會裝在壓縮機前，過濾系統中的濕氣和污染，避免壓縮機損壞。
- 有些製冷系統是多級的，可以配合不同的應用選用多個壓縮機[9]。

在大多數國家，製冷系統的冷凍能力可以用瓦特來計算。常見家用空調單元的冷凍能力多半在3.5至18 kw。有些國家的冷凍能力是用冷凍噸計算，常見家用空調單元的冷凍能力在1至5冷凍噸之間。

## 應用
| 製冷應用       | 簡述                                                                                 | 會使用的製冷劑                              |
| -------------- | ------------------------------------------------------------------------------------ | ------------------------------------------- |
| 家用冰箱       | 在家中冷凍冷藏食物的家電                                                             | R-600a, R-134a, R-22                        |
| 商用冰凍櫃     | 在店面儲存及展示冷凍冷藏食品                                                         | R-134a, R-404A, R-507                       |
| 食品加工和冷藏 | 食品的保存、處理及儲存時控制溫度的設備，從食物源頭一直到銷售端                       | R-123, R-134a, R-407C, R-410A, R-507        |
| 工業冷凍       | 大型設備，一般功率是25 kW至30 MW，用在化工、冷凍庫、食品加工、大樓和區域的供暖和冷氣 | R-123, R-134a, R-404A, R-407C, R-507, R-717 |
| 運輸冷凍       | 保存及儲存貨品（多半是食品）的設備，利用車輛、鐵路、飛機和船舶輸送                   | R-134a, R-407C, R-410A                      |
| 電子冷卻       | 大型電腦和伺服器中CMOS電路以及其他零件                                               | R-134a, R-404A, R-507                       |
| 醫療冷卻       |                                                                                      | R-134a, R-404A, R-507                       |
| 低溫冷凍       |                                                                                      | 乙烯、丙烷、氮、氦                          |

## 經濟分析

### 優點
- 非常成熟的技術
- 成本相對便宜.
- 可以用動力能源（水、汽車或卡車的引擎）驅動，也可以用電力驅動
- 其效率最高可到热机理論上限的60%（依美国采暖、制冷与空调工程师学会的測試條件，蒸發溫度−23.3 °C，凝結溫度54.4 °C，室溫32 °C）[來源請求]，以市面可以買到最好的壓縮機為止，例如Danfoss、松下、Copeland [11]、Embraco、Bristol或Tecumseh的壓縮機。不過許多冷凍系統用的壓縮機效率較低，只有40~55%，因為其成本只有效率60%壓縮機的一半左右。

### 缺點
許多系統還使用氫氯氟烃（HCFC）制冷剂，會造成臭氧层空洞。許多國家已簽署蒙特利尔议定书，要逐步停用氫氯氟烃，大多數會改為不破壞臭氧的氢氟烃（HFC）。不過使用氢氟烃的效率會比較差， 而且其全球暖化潛勢很高，會在大氣層中停留很長的時間，並且捕捉熱的能力比二氧化碳（CO2）要好佷多。
最終要停用氫氯氟烃已非常明確，也有些替代用的非卤代烷烃制冷剂正開始受到注意。特別是一些一度停用的制冷剂，例如烃（例如丁烷）以及二氧化碳越來越多用在制冷剂上。例如2006年國際足協世界盃時，德國可口可乐販賣機的制冷剂是用二氧化碳。氨（NH3）也是早期使用的製冷劑之一，性能很好，也沒有破壞臭氧层或造成溫室效應的問題。不過氨有二個缺點，本身有毒性，而且會和銅管發生化學作用。

## 歷史
美國發明家奧利弗·埃文斯在1805年敘述了一個封閉式蒸氣壓縮製冷循環，其作法是在真空下利用醚來產生冰。可以用循環的汽化冷媒來把環境中的熱帶走，冷媒會經過压缩机和冷凝器，最後會轉換為液態，使製冷循環可以持續進行。不過埃文斯沒有建構實際的製冷系統。
1834年時，美裔英國人Jacob Perkins製作了世界上第一個可以運作的製冷系統，此系統是封閉循環，可以持續運轉，如他在專利中所述的一樣：
我可以用揮發性的流體來製冷，或是使流體冷凍，同時持續的冷凝揮發性的流體，使這些流體繼續製冷，不會浪費。
其原型機可以正常運作，只是他的商品化沒有成功
1842年時美國物理學家约翰·B·戈里進行過類似的嘗試，建造了一個可以工作的原型機，但在商業上仍然失敗了。
第一個實用的蒸氣壓縮製冷是由詹姆斯·哈里森所建立，他是英國記者，後來移民到澳大利亚。他在1856年的專利是用醚、乙醇或是氨作為冷媒的蒸氣壓縮製冷系統，他在1851年在維多利亞州吉朗Rocky Point的Barwon 河岸，作了一個機械式的製冰機，第一個商用的製冰機是在1854年推出，他也導入製酒以及肉品處理的商用蒸氣壓縮製冷系統，在1861年時，已有許多系統銷到澳洲和英國。
第一個使用氣態氨溶於水中（稱為氨水）的吸收式制冷系統是由法國的Ferdinand Carré在1859年發明，第二年就取得專利。德國慕尼黑工業大學的工程教授卡尔·冯林德針對氣體液化的改良方式，在1876年申請專利。他的新製程讓氨、二氧化硫（SO2）和氯甲烷 （CH3Cl）都可以作為冷媒，後來也廣為使用，一直到1920年代末期為止。

## 延伸閱讀
- Yunus A. Cengel and Michael A. Boles.  6th. McGraw-Hill. 2008  [2021-06-19]. ISBN 978-0-07-352921-9. （原始内容存档于2010-06-10）.

## 外部連結
- "The ideal vapor compression refrigeration cycle", University of Nevada (US)
- "The Refrigeration Cycle: Central Air Conditioner For Homeowners" （页面存档备份，存于）
- "The Refrigeration Cycle", from HowStuffWorks （页面存档备份，存于）
- Scientific papers about CO2 heat pumps and refrigeration （页面存档备份，存于）